# Geirr Tveitt
Geirr Tveitt, de son vrai nom Nils Tveit, est un compositeur et pianiste norvégien, né à Bergen le 19 octobre 1908 et mort à Oslo le 1er février 1981. Il est l'une des figures centrales du mouvement culturel national norvégien.

## Œuvres

### Opéras
- Dragaredoko
- Jeppe

### Concertos
- Concerto pour piano et orchestre no 1, opus 5 ;
- Concerto pour piano et orchestre no 3 ;
- Concerto pour piano et orchestre no 4, opus 130 ;
- Concerto pour piano et orchestre no 5, opus 156 ;
- Concerto pour harpe et orchestre no 2 ;
- Concerto pour hardanger fiddle (ou hardingfele) n° 1, opus 163 ;
- Concerto pour hardanger fiddle (ou hardingfele) n° 2, opus 252.

### Musique symphonique
- Hundrad Hardingtonar, opus 151.

## Discographie sélective
- D'un journal de voyage, quatuor à cordes en 8 mouvements en forme de suite + The House God, ballet en 12 scènes op.184 + Septuor pour 2 violons, alto, violoncelle, contrebasse, hautbois et cor + La Nuit de Noël, septuor enregistré en 2009 par l'ensemble Fragaria Vesca, 1 CD SIMAX
- Musique pour Piano solo enregistré en 1996 par Havard Gimse, 2 CD MARCO POLO 8.225055 et 8.225056
- Concertos pour piano et orchestre n°1 op.1 (1927), n°4 "Aurora Borealis" op.130 (1947), n°5 op.156 (1954) + Variations sur un chant d'Hardanger pour 2 pianos et orchestre (1949) enregistré en 2000 & 2001 par Havard Gimse et Gunilla Süssmann (pianos), Royal Scottish National Orchestra dirigé par Bjarte Engeset, 2 CD NAXOS
- A Hundred Hardanger Tunes op.151 : Suites d'orchestre n°1-2-4-5 enregistré en 2000 & 2001 par le Royal Scottish National Orchestra dirigé par Bjarte Engeset, 2 CD NAXOS
- A Hundred Hardanger Tunes op.151 : Suite d'orchestre n°1 + Nykken, L'Esprit des Eaux, poème symphonique op.187 + Concerto n°2 pour harpe et orchestre op.170 enregistré en 1987 par Turid Kniejski (harpe), le Royal Philharmonic Orchestra dirigé par Per Dreier, 1 CD SIMAX
- Musique pour instruments à vent enregistré en 2007 par The Royal Norwegian Navy Band, dirigé par Bjarte Engeset, 1 CD NAXOS
- Concertos pour violon norvégien (Hardanger Fiddle) n°1 op.163 (1955) et n°2 "Trois Fjords" op.252 (1965) + Nykken, l'Esprit des Eaux, poème symphonique op.187 (1956) enregistré en 1999 et 2000 par Arve Moen Bergset (violon norvégien), Stavanger Symphony Orchestra dirigé par Ole Kristian Ruud, 1 CD BIS
- Prillar op.8 + Symphonie du Dieu Soleil op.81' enregistré en 1999 par le Stavanger Symphony Orchestra dirigé par Ole Kristian Ruud, 1 CD BIS
- Les Rêves de Baldur, ballet en 3 actes + Telemarkin, cantate pour récitant, mezzo-soprano, violon norvégien et orchestre enregistré en 2003 par Jon Eikemo (récitant), Trine Oien (mezzo-soprano), Arve Moen Berset (violon norvégien), Stavanger Symphony Orchestra dirigé par Ole Kristian Ruud, 2 CD BIS